# Sup holohlavý
Sup holohlavý (Sarcogyps calvus) je kriticky ohrožený, středně velký druh supa.

## Popis
Sup holohlavý je velký pták tmavého opeření, s bílou náprsenkou a malou, červenou a holou hlavou. Dosahuje velikosti 76 až 86 cm a hmotnosti 3,5 až 6,3 kg. Rozpětí křídel činí i přes 200 cm.

## Rozšíření
Sup holohlavý byl historicky hojným druhem jižní a jihovýchodní Asie, vyskytoval se od Indie a Nepálu (a částečně i Číny) přes Indočínu až po poloostrovní Malajsii. Populace však kolem přelomu milénia dramaticky poklesly a nyní se supi početněji vyskytují pouze v podhůří Himálaje. Dávají přednost otevřené krajině daleko od lidského osídlení. Netvoří velké skupiny, žijí buď samostatně, anebo v párech.

## Ohrožení
Mezinárodní svaz ochrany přírody (IUCN) druh hodnotí jako kriticky ohrožený (k 2016), s tím, že celková velikost populace nepřevyšuje 10 000 dospělců. Masivní úbytky na Indickém subkontinentu jsou příčítány především používání nesteroidního antiflogistika diklofenak ve veterinární medicíně. Mršiny hospodářských zvířat, kterým byl podáván diklofenak, jsou pro supy toxické a způsobují selhání ledvin. V jihovýchodní Asii, kde není diklofenak užíván, jsou za poklesem přičítány spíše náhodné otravy, odchyt pro tradiční medicínu nebo úbytek kořisti.